# Fujiwara no Michitsuna no Haha
Fujiwara no Michitsuna no Haha (藤原道綱母, (né en 936, morte en 995), également connue comme Udaishō Michitsuna no Haha (右大将道綱母) est une poétesse japonaise du milieu de l'époque de Heian. Son nom apparaît dans la liste des Chūko Sanjūrokkasen et dans celle des trente-six poétesses immortelles.
Son vrai nom est inconnu mais on sait qu'elle est la mère de Fujiwara no Michitsuna ( Haha (母), signifie mère en japonais). Aussi connu pour être la fille de Fujiwara no Tomoyasu, la sœur du poète Fujiwara no Nagatō et la tante de l'écrivain Sugawara no Takasue no Musume. Elle épouse Fujiwara no Kaneie dont elle a un fils unique, Michitsuna.
Elle écrit un Journal intime Kagerō Nikki (蜻蛉日記), achevé vers 975 et qui associe la prose à la poésie waka, pour relater sa relation amoureuse avec Kaneie. Elle a aussi écrit une collection personnelle de poèmes, Fudainagon no Haha-dono Jōshū (傅大納言母殿上集) et Michitsuna no Haha-shū (道綱母集). Un de ses poèmes est inclus dans l'anthologie Hyakunin Isshu, et trente-sept poèmes figurent dans l'anthologie impériale Shūi Wakashū.

## Sources
- Peter McMillan (2008) One hundred poets, one poem each: a translation of the Ogura Hyakunin Isshu. New York: Columbia University Press.  (ISBN 9780231143981)